# Betfia
Betfia (Betfia), település Romániában, a Partiumban, Bihar megyében.

## Fekvése
Nagyváradtól délre, a Király-erdő nyúlványai alatt, Félixfürdőtől délkeletre, Hájó, Harangmező és Almamező közt fekvő település.

## Története
Nevét 1552-ben említette először oklevél Beethfya néven. 1808-ban Bettfia, Bittfia, 1888-ban és 1913-ban Betfia néven írták.
A település nagyvárad–hegyfoki prépostság birtoka volt, majd a 20. század elején a premontreieknek volt itt birtokuk.
1910-ben 461 lakosából 7 magyar, 453 román volt. Ebből 378 görögkatolikus, 75 görög keleti ortodox, 5 izraelita volt.
A trianoni békeszerződés előtt Bihar vármegye Központi járásához tartozott.

## Nevezetességek
Görögkatolikus temploma 1854-ben épült.
A település fölött húzódó, karsztjelenségekkel tűzdelt Somló-hegy északi-észak-keleti oldalán erdő van, a nyugati-dél-nyugati oldalon impozáns szikla-fal és több víznyelő barlang található. Néhány kilométeres közelsége miatt a nagyváradiak egyik kedvelt kirándulóhelye.